# Governatorato di Babil
Il governatorato di Babil (in arabo بابل‎?) è un governatorato in Iraq. Ha una superficie di 6.468 km² e, secondo una stima del 2003, una popolazione di 1.444.372 abitanti. 
La capitale della provincia è al Hillah. La città di Musayyib  e le rovine dell'antica Babilonia (Babil, come il nome del governatorato) sono nella provincia. Lungo il fiume Eufrate è presente la diga di Hindiya.